# Barbicambarus simmonsi
Barbicambarus simmonsi là loài tôm hùm đất nước ngọt mới được phát hiện bởi các nhà khoa học Mỹ và công bố phát hiện trong năm 2010. Loài tôm hùm nước ngọt mới này thường ẩn mình bên dưới những tảng đá lớn tại dòng suối Shoal Creek thuộc miền Nam tiểu bang Tennessee (Mỹ). Tôm hùm Barbicambarus simmonsi mới được con người phát hiện cho dù bang Tennessee là đông dân cư và vùng này cũng thường xuyên được con người thăm dò

## Đặc điểm
Loài tôm hùm mới có kích thước cơ thể lớn gấp 2 lần so với loài tôm hùm thông thường, loài tôm hùm khổng lồ có chiều dài cơ thể khoảng 12,7 cm – gấp 2 lần kích thước của họ hàng loài tôm này. Đặc biệt, nó có nhiều lông cứng bao phủ trên cơ quan xúc giác là hai râu dài phía trước, mục đích là giúp tôm dò tìm thức ăn được nhanh hơn. Rất nhiều lông cứng mọc trên cặp râu lớn của tôm sông khổng lồ.